# 迪奥戈·德锡尔维什
迪奥戈·德锡尔维什（葡萄牙語：Diogo de Silves）是15世纪葡萄牙的大西洋探险家，亚速尔群岛的发现者。1427年，他在一次前往马德拉群岛的航行中偏离航向，无意间发现了亚速尔群岛。他的事迹仅见于一张由马洛卡的加泰罗尼亚地图学家加布里埃尔·德瓦尔塞卡于1439年绘制的航海地图上，在此地图被发现之前，人们普遍认为亚速尔群岛的发现者是葡萄牙探险家贡萨洛·维利乌·卡布拉尔。